# Adolf II. (Waldeck)
Adolf II. von Waldeck (* um 1258; † 12. Dezember 1302 in Lüttich) war Graf von Waldeck und später Bischof von Lüttich. Als solcher führte er den Namen Adolf I.

## Leben
Er war der älteste Sohn von Heinrich III. von Waldeck und entstammte damit dem Haus Waldeck. Seine Mutter war Mechthild von Cuyk-Arnsberg, eine Tochter des Grafen Gottfried III. von Arnsberg.
Zunächst wurde er Nachfolger seines Großvaters Adolf I. als regierender Graf von Waldeck. In seine Regierungszeit fiel ein Bannspruch des Erzbischofs von Mainz gegen ihn und seine Mutter, weil sie den Landgrafen von Hessen gegen Mainz beigestanden hätten.
Ein Vertrag mit seinen beiden Brüdern bestimmte, dass nur derjenige der eigentliche Erbe der Grafschaft sein solle, der Sophia von Hessen heiraten würde. Da Adolf diese Heirat nicht gelang, verzichtete er 1275 auf seinen Herrschaftsanspruch und Otto I. wurde Herrscher in Waldeck. Der andere Bruder Gottfried wurde Bischof von Minden.
Wie dieser trat Adolf in den geistlichen Stand ein. Er wurde Domherr in Lüttich und Dompropst in Trier und Utrecht. Im Jahr 1301 wurde er vom Papst zum Bischof von Lüttich ernannt. Er zog mit großem Gefolge in Lüttich ein. In der Stadt herrschten Konflikte zwischen Klerus und Bürgerschaft, aber es gelang Adolf, die Einigkeit wiederherzustellen. Ein Jahr später belagerte und eroberte er mit starken Truppen das Schloss Myrwar und besetzte das umliegende Gebiet. Gegen Wucherer ging er vor, indem er ihre Häuser zerstören ließ. Es gab Gerüchte, dass er von diesen vergiftet wurde. Begraben wurde er vor dem Altar des Domes von Lüttich.